# Nikki Sexx
Nikki Sexx (Los Ángeles, California; 1 de marzo de 1983) es una actriz pornográfica retirada estadounidense.
Originaria del Sur de California, comenzó su carrera en el cine pornográfico a principios de 2008 y, desde entonces, ha trabajado para importantes productoras para adultos como Bang Bros, Brazzers y Reality Kings.
El 14 de octubre de 2013 anunció su retiro profesional.